# Jüdischer Friedhof (Tartu)
Koordinaten: 58° 23′ 22″ N, 26° 44′ 18″ O

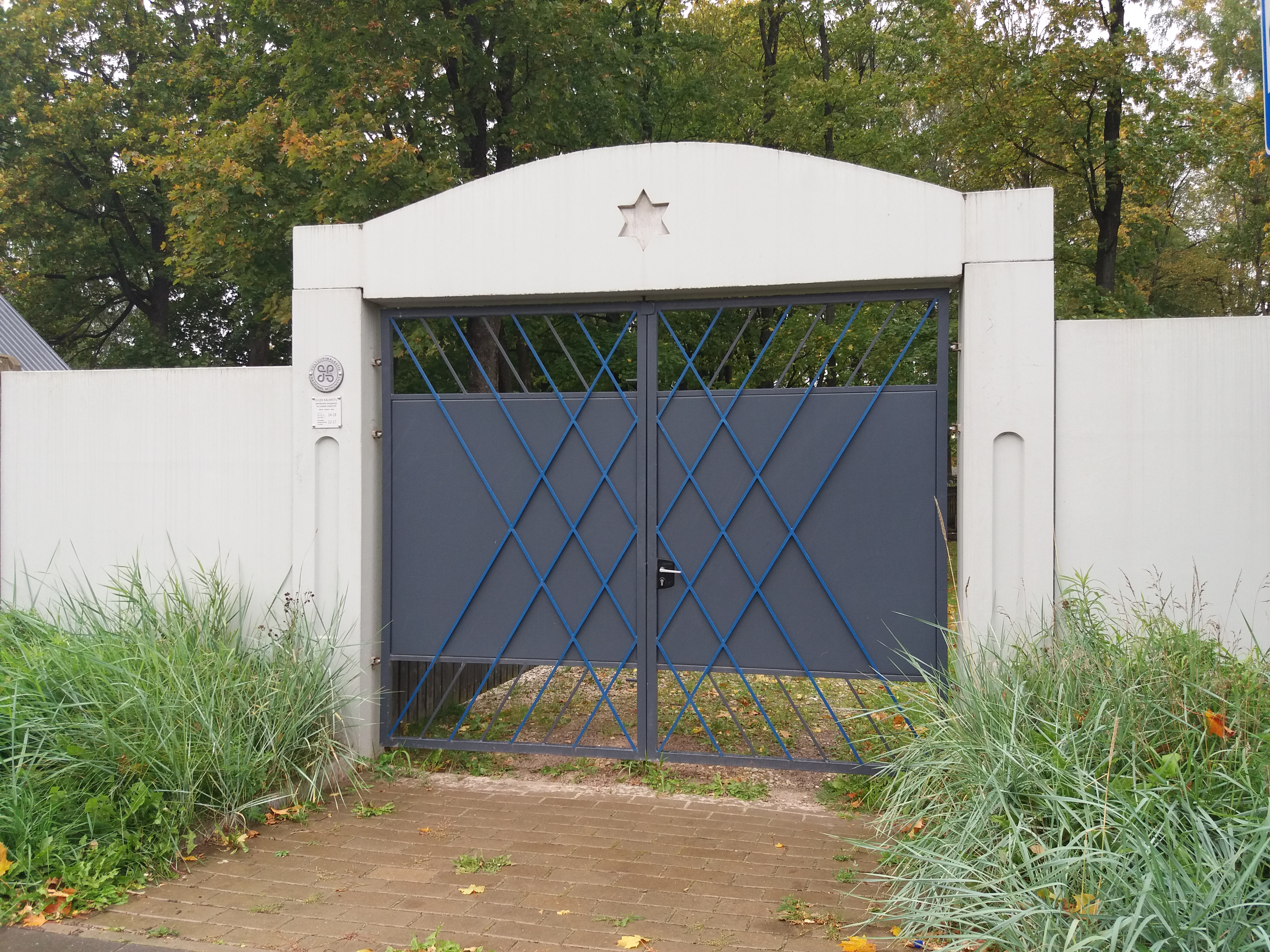
Jüdischer Friedhof Tartu (2021)

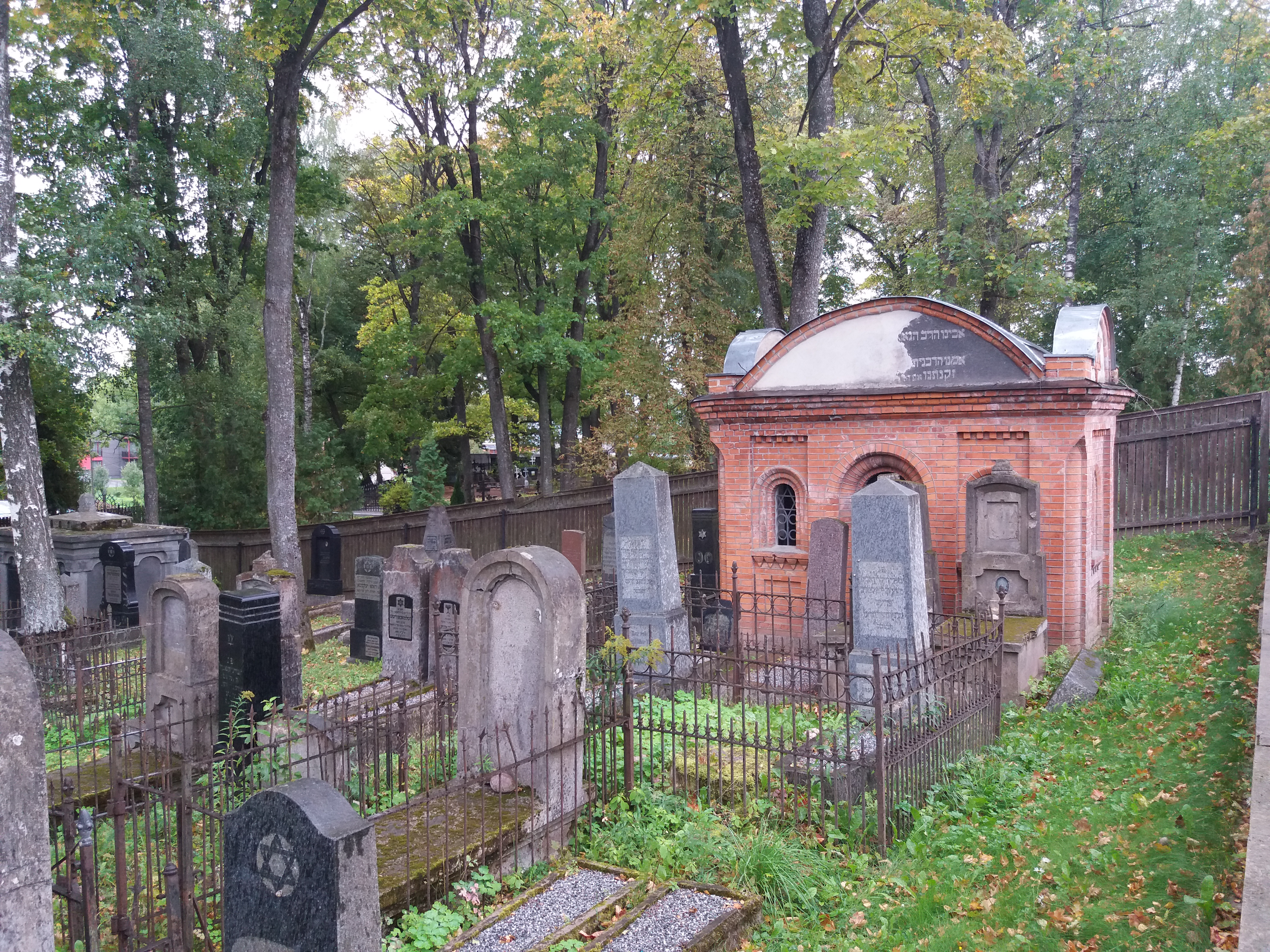
Jüdischer Friedhof Tartu (2021)

Der Jüdische Friedhof Tartu liegt in der Stadt Tartu (deutsch Dorpat) im Südosten Estlands. Auf dem jüdischen Friedhof sind zahlreiche Grabsteine erhalten.